# Limfocit T
Limfociti T so vrsta limfocitov in so pomembne celice imunske odpornosti. Gre za bele krvničke, ki poleg limfocitov B vršijo pridobljeno imunost. Kot vse krvne celice tudi limfociti T izvirajo iz kostnega mozga, od koder potujejo v priželjc, kjer dozorijo. Obstajajo različne podvste limfocitov T, ki izvajajo različne naloge.
S pomočjo specifičnih receptorjev na svoji površini prepoznavajo antigene; antigeni so praviloma telesu tuje snovi. Limfociti T ne prepoznavajo prostih antigenov, ampak le tiste, ki so s pomočjo poglavitnega histokompatibilnostnega kompleksa (MHC) vezani na antigen predstavitvene celice.

## Funkcije limfocitov T
Limfociti T nadzorujejo celice v organizmu in se odzovejo, če pride do nepravilnosti (okužene celice, rakavo spremenjene celice ...). Zato limfociti T potujejo po organizmu po krvi in v tkiva in preverjajo površine celic, tako da prepoznavajo MHC. Če limfocit prepozna celico za tujo, se aktivira le, če je receptor na limfocitu T skladen z antigenom po principu ključa in ključavnice in če od antigen predstavitvene celice sprejme ustrezen dražljaj. Le če so izpolnjeni vsi pogoji, preide limfocit T v aktivno obliko in do celičnega jedra steče signal, kjer se nato izvrši odločitev, na kakšen način se bo limfocit odzval. Podvrsta limfocitov T, celice ubijalke, ki imajo receptorje C8, lahko same premagajo nasprotnika, medtem ko celice pomagalke po dražljaju v okolico sprostijo različne signalne molekule, imenovane citokini, in tako aktivirajo druge celice imunskega sistema, da celici pomagalki pomagajo odstraniti patogen.

## Vrste limfocitov T

### Celice pomagalke
Celice pomagalke so podvrsta limfocitov T, ki se po aktivaciji hitro delijo in izločajo citokine, le-ti pa uravnavajo imunski odziv. Spodbudijo limfocite B, da le-ti izločajo protitelesa, hkrati pa spodbujajo delovanje drugih limfocitov T.

### Celice ubijalke
Celice ubijalke ali citotoksični limfociti uničujejo z virusi okužene in rakave celice, pomembne so pa tudi pri imunskem odzivu po presaditvi organov. Z receptorji se vežejo na specifične antigene, ki jih na površini izražajo te celice in jih lizirajo. Na površini imajo glikoprotein CD8, zato jih imenujemo tudi celice CD8. 

### Spominski limfociti T
Spominski limfociti T ostanejo v organizmu dolgo časa po tem, ko organizem že premaga povzročitelja bolezni. Po ponovni izpostavitvi organizma temu povzročitelju se nemudoma odzovejo. Omogočajo, da si organizem zapomni pretekle povzročitelje, s katerimi je prišel v stik, in na njih v prihodnje hitro odreagira. 

### Celice zaviralke
Celice zaviralke zavirajo imunski odgovor.